# Рейд Джеймсона

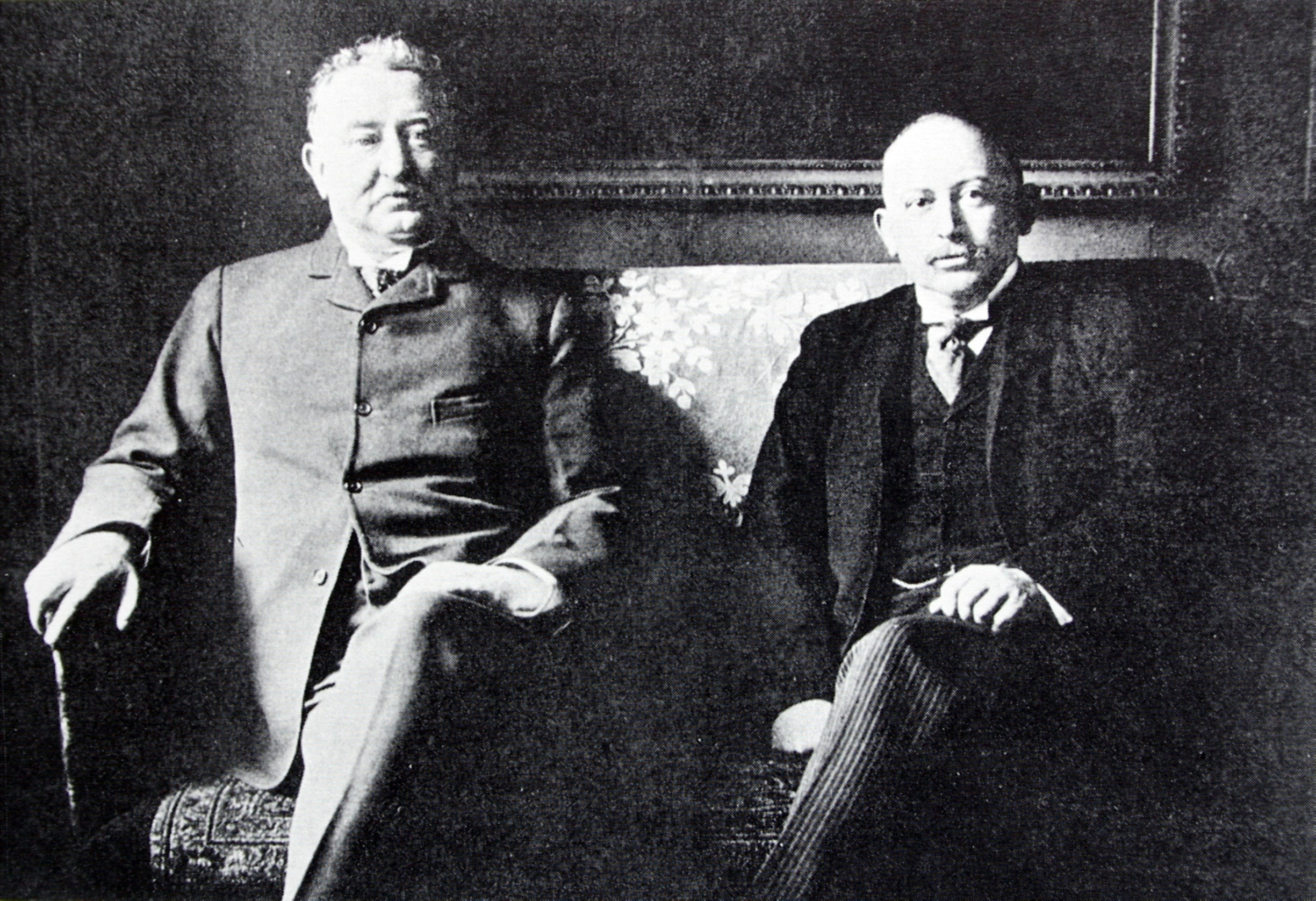
Сесіль Родс і Альфред Бейт, ініціатори рейду

Рейд Джеймсона (29 грудня 1895 — 2 січня 1896)  — військовий рейд на Республіку Трансвааль, здійснений британським колоніальним державним діячем Ліндером Старр Джеймсоном і його родезійськими і бечуаналендськими загонами у вихідні Нового Року 1895-96. Він був зроблений задля того, щоб підняти повстання в першу чергу британських робітників-експатріантів (відомих як уітландери) у Трансваалі. Але спроба виявилася невдалою. У Йоганнесбурзі серед робітників було набрано змовників. Вони повинні були набрати військо і готуватися до повстання. Рейд був неефективним, а повстання так і не відбулося. Але цей рейд став каталізатором в розпалюванні Другої англо-бурської війни та Другої Матабелеської війни.

## Передумови
Наприкінці дев'ятнадцятого століття Південна Африка не являла собою якось цілісного утворення з єдиним народом. Вона поділялася на окремі території: дві британські колонії Капська колонія і Наталь, а також на дві бурські республіки Оранжева Вільна держава і Південно-Африканська Республіка, відоміша, як Трансвааль.

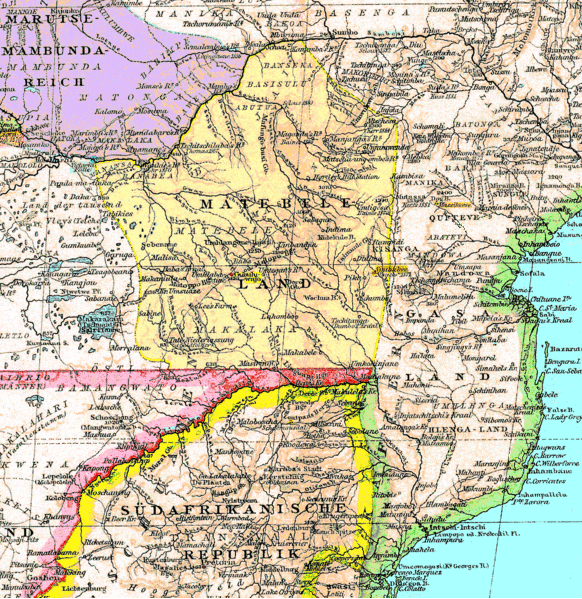
Південно-Східна Африка, 1887

### Заснування колоній і республік
Кейптаун (Капстад), а точніше невелика територія навколо нинішнього Кейптауна, був першою частиною Південної Африки, що була заселена першими європейськими іммігрантами, що прибули в 1652 році. Ці поселенці прибували на кораблях голландської Ост-Індської компанії і надалі знаходилися під її контролем. Поступове посилення і розширення території на схід проходили протягом подальших 150 років, однак на початку XIX століття, нідерландська влада істотно послабилася. У 1806 році Велика Британія зайняла Кейптаун для того, щоб він не потрапив у руки Наполеона, а також забезпечити контроль над важливими маршрутами далекосхідної торгівлі.
Серед значної частини бурської спільноти зросло несприйняття британського правління і впровадження нових порядків та інституцій. Однією з головних причин суперечностей була ставлення британської влади до рабства в колонії. У 1828 році британська влада ухвалила закони, що гарантують рівність перед законом для всіх, незалежно від раси. У 1830 році уряд ухвалив нову постанову про введення суворих покарань за жорстоке поводження з рабами. Цей захід був негативно сприйнятий певною частиною населення. У 1834 році уряд скасував рабство взагалі. Бури, незадоволені змінами, вважали, що вони потребують рабської праці для того, щоб обробляти свої ферми. Вони вважали, що рабовласникам занадто мало відшкодовано за звільнення рабів. Крім того, вони з підозрою, ставилися до того, як уряд виплачує компенсації. Це образи призвели до масової міграції значної кількості бурів в раніше недосліджені райони для того, щоб отримати незалежність від британського панування. Міграція стала відомою як Великий трек.
Такі антибританські почуття аж ніяк не були поодинокими: в Західній Капській провінції деякі бури були змушені переселитися. Трекбурами, прикордонні фермери на сході, називали тих, що були попереду просування колонізації на схід, обравши шлях далі. Ці емігранти, або фоуртреккери, першими просунулися на схід на територію пізніше відому як Наталь. У 1839 році вони заснували Республіку Наталь як нову батьківщину для бурів. Інші частини фоуртреккери просувалися на північ, осідаючи за ріками Оранжева і Вааль . Не бажаючи мати британських підданих, що виходять за рамки її контролю, Велика Британія анексувала Республіку Наталь у 1843 році, яка стала королівською колонією Наталь. Після 1843 р. політика британського уряду виступила рішуче проти подальшого розширення в Південній Африці. Хоча були деякі невдалі спроби анексувати території на півночі, Велика Британія визнала незалежність у Санд-Ріверській конвенції 1852 та Оранж-рівенській конвенції, Трансваалю і Оранжевої вільної держави відповідно.
Після Першої англо-бурської війни, уряд Гладстона відновив незалежність Трансваалю укладенням у 1884 році Лондонської конвенції. Ніхто тоді не знав, що через два  роки у Вітватерсранді виявлять величезні поклади золота.

### Економіка
Незважаючи на політичні розбіжності, на чотирьох територіях, вони були сильно пов'язані між собою. Кожна була заселена європейськими емігрантами з Кейптауна, багато громадян мали родичів або друзів в інших територіях. Будучи найбільшою і найрозвиненішою державою в Південній Африці, Капська колонія була економічно, культурно і соціально панівною порівняно з провінцією Наталь і двома бурськими республіками, що були, в основному, аграрними.
Проте, аграрний напрям економіки похитнувся, коли 1870 року у Західному Грікваленді були виявлені величезні поклади алмазів, поруч із сучасним Кімберлі. Хоча ця територія історично знаходилася під керівництвом Оранжевої вільної держави, уряд Капської колонії за сприяння британського уряду, успішно приєднав область, взявши під свій контроль її величезні природні багатства.

### Виявлення покладів золота
У 1886 році було виявлено золото на околицях сучасного Йоганнесбург. Стало очевидним, що тут знаходяться колосальні поклади золота. Відбувся величезний приплив уітландерів(іноземних робітників), в основному з Великої Британії. Відкриття золотих запасів зробили Трансвааль дуже багатим і потенційно наймогутнішою країною на півдні Африки, але це привабило стільки уітландерів (в 1896 році близько 60 тисяч), що вони швидко перевершили кількість самих бурів (близько 30 тисяч білих чоловіків бурів).
Боячись втратити незалежність Трансваалю і стати англійською колонією, уряд бурів почав проводити політику протекціонізму та ізоляції, включаючи вимоги до уітландерів, які "повинні постійно проживати протягом багатьох років для того, щоб отримати громадянські права, або право голосу. Вони обкладені високим податком нової золотодобувної промисловості. Уітландери стали найбільш скривджені і постраждалі у зв'язку з відсутністю соціальних виплат. Це викликало значне невдоволення і напруженість посилилися. У Йоганнесбурзі, в основному місті уітландерів, керівники приступили до обговорення пропозицій щодо повстання.
Сесіль Родс, губернатор Капської колонії висловив пропозицію включити Трансвааль і Оранжеву вільну державу у федерацію під британським контролем. Об'єднавши свої економічні інтереси в гірничодобувній промисловості з Альфредом Бейтом, Родс також хотів контролювати у Йоганнесбурзі золотодобувну промисловість. Вони зіграли важливу роль у розпалюванні незадоволення уітландерів. У середині 1895 р. Родс запланував рейд збройних колон з Родезії, британської колонії на півночі, на підтримку повстання уітландерів з метою встановлення контролю над територією. Набіг скоро зіткнувся з труднощами, перш за все через нерішучість лідерів уітландерів.

## Хід рейду

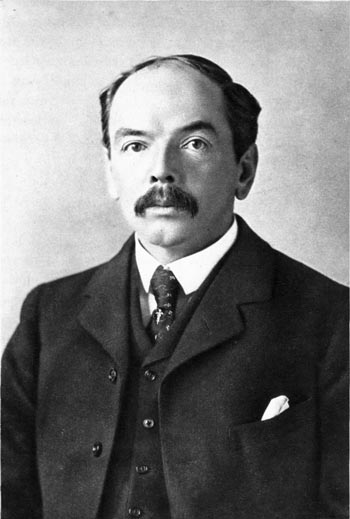
Сер Ліндер Старр Джеймсон

У рамках процесу планування, сили були поміщені в Пітсані, на кордоні з Трансваалем, за наказом Родса для того, щоб мати можливість швидко надавати підтримку уітландерам у повстанні. Загони були віддані під командування Леандера Старр Джеймсона, генерального адміністратора Королівського компанії (Сесіл Родс був в ній головою). Серед інших командирів виділявся Ролі Грей. Сили становила близько 600 чоловік, близько 400 з яких становила матабелелендська кінна поліції. Вони були озброєні гвинтівками, десь 8-16 кулеметами Максим, а також 3-11 зразками легкої артилерії.

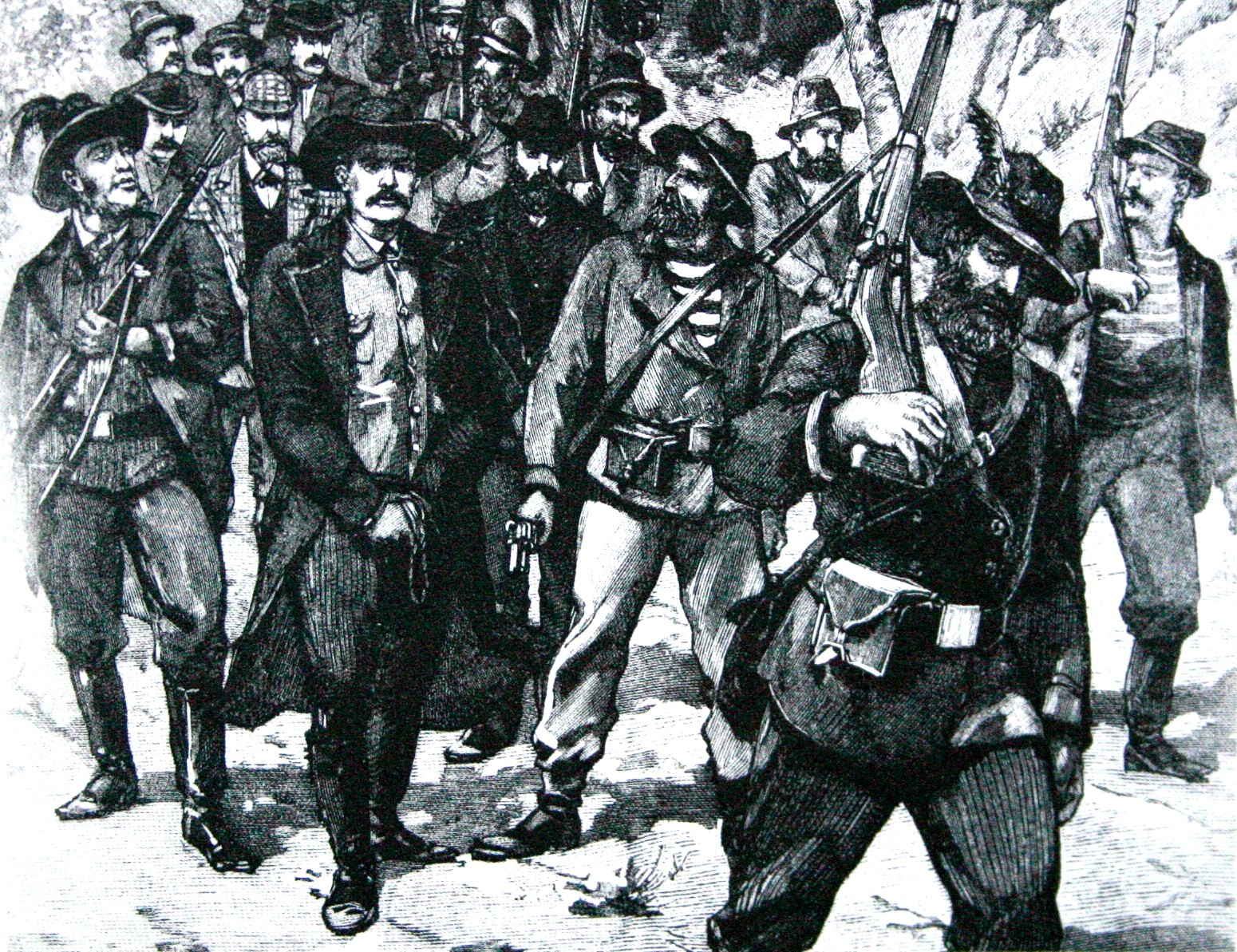
Арешт Джеймсона після рейду — Petit Parisien 1896

Основний план полягав у тому, щоб в Йоганнесбурзі підняти повстання і захопити арсенал бурів у Преторії. Джеймсон і його група мала перетнути кордон у Йоганнесбурзі для «відновлення порядку» і встановити контроль над золотими копальнями.
Однак Джеймсон чекав і чекав на повстання та інструкції рухатися, але тим часом виникли розбіжності в рамках Комітету з реформи, а також між уітлендерами у Йоганнесбурзі з приводу того, яка форма правління буде прийнята після перевороту. Деякі реформатори зв'язатися з Джеймсоном і повідомити йому про труднощі, і порадили йому піти у відставку. Джеймсон під тиском розлючених 600 солдатів та розчарування у зв'язку із затримками, вважаючи, що він міг би підштовхнути нерішучих реформаторів в Йоганнесбурзі діяти, вирішив йти вперед. Він послав телеграму 29 грудня 1895 р. Родсу, попереджаючи його про свої наміри — «Якщо я не почую точно сьогодні, то вирушу завтра ввечері», — і на наступний же день направив ще одне повідомлення: "Іду сьогодні вночі на Трансвааль". Однак передача першої телеграми відбулася з затримкою, так що обидві прибули в той же час вранці 29 грудня.
29 грудня 1895 р. озброєна колона Джеймсона перейшла кордон з Трансваалем і попрямувала до Йоганнесбурга. Планувалося, що рейд триватиме 3 дні перед тим, як бурські загони зможуть мобілізуватися і потягне за собою повстання уітландерів.
Британський колоніальний секретар Джозеф Чемберлен, хоча ставився з симпатією до кінцевої мети рейду, був не задоволений часом вторгнення і зауважив, що «якщо він вдасться, він погубить мене. Я їду в Лондон, щоб знищити його». Він швидко вирушив у поїздку потягом до колоніальної адміністрації, щоб намовити сера Геркулеса Робінзона, генерал-губернатора Капської колонії, відмовитися від дій Джеймсон і попередив Родса, що Королівській компанії буде загрожувати небезпека, якщо прем'єр-міністр Капської колонії буде втягнутий в рейд. Тому Чемберлен доручив місцевим британським представникам британських колоністів не надавати будь-яку допомогу рейдерам.
Хоча люди Джеймсона перерізали телеграфні дроти в Кейптауні, вони не змогли перерізати телеграфні дроти в Преторії. Тому звістка про його вторгнення швидко дістатися до Преторії і колона Джеймсона була відстежена трансваальськими силами з того моменту, коли вона перетинала кордон. Колона Джеймсона перша зустріла опір 1 січня, коли була дуже коротка перестрілка з бурським постом. Близько полудня колона Джеймсона було близько 20 миль далі, біля Крюгерсдорпа, де невеликий загін бурських солдатів блокував дорогу в Йоганнесбург і окопався на підготовлених оборонних позиціях. Сили Джеймсона витратили кілька годин у перестрілці з бурами, втративши кілька чоловік і багато коней в ній. До вечора колона Джеймсона відступила і повернулася на південно-східний фланг бурських сил. Однак бури відстежували переміщення в нічний час і 2 січня, як розвиднілося значні сили бурської артилерії чекали Джеймсона у Доуркнопі. Стомлені рейдери Джеймсона спочатку вступили в перестрілку з бурами, втративши близько 30 чоловіків, але потім Джеймсон зрозумів, що ситуація була безнадійною і здався командувачу Піту Кроньє. Рейдери були доставлені у в'язницю у Преторії.

## Наслідки
Бурський уряд пізніше передав людей британському суду. Англійські військовополонені були повернені до Лондона. Через кілька днів після рейду кайзер Німеччини послав телеграму («Крюгер телеграму») і привітав президента Крюгера й Трансваальський уряд з їхнім успіхом «без допомоги дружніх держав», натякаючи на потенційну підтримку з боку Німеччини. Коли це стало відомим в британській пресі почалася буря антинімецьких настроїв. Джеймсон возвеличувався у пресі й у самому Лондоні, що палали антибурськими й антинімецькими почуттями та шовінізмом. Джеймсон був засуджений до 15 місяців служби в Холлівеї за проведення рейду. Трансваальському уряду виплачено майже 1 млн фунтів стерлінгів компенсації компанією British South Africa Company.
За змову з Джеймсоном членів Комітету з реформи (Трансвааль), включаючи полковника Френка Родса і Джон Хейс Хаммонда, кинуто до в'язниці, визнано винними у державній зраді й засуджено до смертної кари через повішення. Цей вирок був пізніше замінений на 15 років позбавлення волі, а в червні 1896 року, всі члени комітету, хто залишилися живим,  були звільнені від оплати жорстких штрафів.
Рейд Джеймсона послабив бойову готовність військ у Матабелеленді й залишив всю територію вразливою. Користуючись цією слабкістю і невдоволенням Британською південноафриканською компанією, ндебеле підняли повстання у березні 1896 року. Сьогодні ця дата відзначається в Зімбабве, як перша війна за незалежність (у світі більше відома, як Друга метабельська війна). Сотні європейських поселенців було вбито протягом перших кількох тижнів повстання, а багато інших загинуло протягом найближчих півтора року.
Головним наслідком рейду стало загострення відносин між Великою Британією і бурськими республіками. Він став передумовою Другої англо-бурської війни.